# Tinodes canariensis
Tinodes canariensis är en nattsländeart som beskrevs av Mclachlan 1882. Tinodes canariensis ingår i släktet Tinodes och familjen tunnelnattsländor. Inga underarter finns listade i Catalogue of Life.